# Chija bar Abba II.
R. Chija bar Abba II. (auch: Chijja II. bar Abba; im jerusalemischen Talmud Chija bar Ba oder Chija bar Wa) war ein Amoräer der dritten Generation in Palästina und lebte und wirkte im dritten und vierten nachchristlichen Jahrhundert.
Er stammte aus Babylonien, kam aber, wie viele seiner Kollegen, in jungen Jahren in Jochanans Schule nach Tiberias, wo er sich schnell Rang und Ansehen erwarb und zum eng vertrauten Kollegen seines Lehrers wurde. Seine tiefgründigen halachischen Einsichten gingen allerdings parallel zur Vernachlässigung des Bibelstudiums.
Er verließ Palästina und kehrte nach Babylonien zurück, weil er nicht im ständigen Zweifel über die Frage, ob ihm als Priester der Genuss der Zehntenfrüchte (Ma'asser) erlaubt oder sogar geboten sei, leben wollte.
Chija war wahrscheinlich Bruder des Simeon b. Abba.